# Nazionale maschile di hockey su prato dell'Irlanda
La nazionale di hockey su prato dell'Irlanda è la squadra di hockey su prato rappresentativa dell'Irlanda e dell'Irlanda del Nord ed è posta sotto la giurisdizione dell'Irish Hockey Association.

## Partecipazioni

### Mondiali
- 1971 – non partecipa
- 1973 – non partecipa
- 1975 – non partecipa
- 1978 – 12º posto
- 1982 – non partecipa
- 1986 – non partecipa
- 1990 – 12º posto
- 1994 – non partecipa
- 1998 – non partecipa
- 2002 – non partecipa
- 2006 – non partecipa
- 2010 – non partecipa
- 2014 – non partecipa
- 2018 – 14º posto

### Olimpiadi
- 1908 – 2º posto
- 1920–2008 - non partecipa

### Champions Trophy
- 1978–2008 – non partecipa

### EuroHockey Nations Championship
- 1970 - ?
- 1974 - ?
- 1978 - ?
- 1983 - ?
- 1987 - ?
- 1991 - ?
- 1995 - ?
- 1999 - ?
- 2003 - 9º posto
- 2005 - ?
- 2007 - 7º posto